# Monte Amak
Il monte Amak è uno piccolo stratovulcano situato sull'isola omonima in Alaska nelle isole Aleutine. L'Amak è molto simile a un grande duomo vulcanico eccezion fatta per il regolare cratere da cui sono fuoriuscite, anche in tempi storici, lave molto granulose e a blocchi.